# Streaming Soundtracks
Streaming Soundtracks is een onafhankelijk Amerikaans internetradio station met een programmering van filmmuziek en muziek van televisieprogramma's en games.
Streaming Soundtracks is opgezet door JERIC (de beheerder van de site) in 2001. Hij experimenteerde met SHOUTCast om zijn muziek tijdens het werk te kunnen beluisteren. Op dat moment konden slechts 3 personen tegelijk naar de stream luisteren.
Sinds de officiële opening van de website op 19 augustus 2001 is Streaming Soundtracks gegroeid tot een internationale soundtrack gemeenschap met ruim 15000 leden. Iedereen kan de aangevraagde muziek van de ruim 2500 cd's tellende collectie beluisteren. Leden kunnen na een korte registratie de muziek aanvragen en een korte persoonlijke boodschap achterlaten op de website. De leden zorgen voor het voortbestaan van de website door middel van donaties van geld of nieuwe cd's.
Naast het aanvragen van muziek is er ook de mogelijkheid om door middel van een chat en een forum van gedachten te wisselen over filmmuziek, films en andere onderwerpen.